# Love After World Domination
Love After World Domination (恋は世界征服のあとで, Koi wa sekai seifuku no ato de) est une série japonaise de mangas écrite par Hiroshi Noda et dessinée par Takahiro Wakamatsu. Elle est prépubliée dans le Monthly Shōnen Magazine de l'éditeur Kōdansha depuis octobre 2019. Une adaptation animée de la série par Project No.9 est diffusée entre le 9 avril et le 24 juin 2022.

## Synopsis
Le leader de la brigade des héros Gerato 5 (Five) visant la paix mondiale, et Magahara Desumi, chef des sous-fifres et reine de la mort de l'organisation secrète « Gecko », visant à conquérir le monde. Un profond « destin » lie les deux leaders de ces organisations totalement opposées. Le leader de la Force héroïque Sentai est tombé amoureux du commandant de l'équipe maléfique. Une histoire d'amour comique où les protagonistes tentent de cacher leurs sentiments à leurs subordonnés respectifs.

## Personnages
Fûdo Aikawa (相川不動, Aikawa Fudō)
Voix japonaise : Yūsuke Kobayashi, voix française : Romain Altché
Desumi Magahara (禍原デス美, Magahara Desumi)
Voix japonaise : Ikumi Hasegawa, voix française : Charlotte Hervieux

## Production et supports

### Manga
Le manga est écrit par Hiroshi Noda et dessiné par Takahiro Wakamatsu, et a commencé sa publication dans le numéro de novembre 2019 du Monthly Shōnen Magazine, publié le 4 octobre 2019. Le premier volume tankōbon a été mis en vente par Kodansha le 10 avril 2020.
| no | Japonais         | Japonais          |
| no | Date de sortie   | ISBN              |
| -- | ---------------- | ----------------- |
| 1  | 10 avril 2020    | 978-4-06-518676-3 |
| 2  | 17 novembre 2020 | 978-4-06-521424-4 |
| 3  | 8 avril 2021     | 978-4-06-522850-0 |
| 4  | 17 janvier 2022  | 978-4-06-526224-5 |
| 5  | 15 avril 2022    | 978-4-06-527157-5 |

### Anime
Une adaptation en anime de la série est annoncée dans le numéro de mai 2021 du Monthly Shōnen Magazine paru le 6 avril 2021,. La série est produite par Project No.9 et réalisée par Kazuya Iwata, avec Satoru Sugizawa supervisant les scénarios, Akemi Kobayashi dessinant les personnages, Satoshi Motoyama comme directeur du son, et Satoshi Hōno et Ryūnosuke Kasai composant la musique de la série. Elle est diffusée entre le 8 avril et le 24 juin 2022.

#### Liste des épisodes
| No | Titre français                                      | Titre japonais                               | Titre japonais                                         | Date de diffusion |
| No | Titre français                                      | Kanji                                        | Rōmaji                                                 | Date de diffusion |
| -- | --------------------------------------------------- | -------------------------------------------- | ------------------------------------------------------ | ----------------- |
| 1  | Je t'aime !                                         | 君のことが好きだ！                           | Kimi no koto ga sukida!                                | 8 avril 2022      |
| 2  | Qu'est-ce qu'un rencard ?                           | デートの真理                                 | Dēto no shinri                                         | 15 avril 2022     |
| 3  | Le parc d'attractions                               | あこがれの遊園地                             | Akogare no yuenchi                                     | 22 avril 2022     |
| 4  | Tu veux bien m'expliquer ?                          | その理由を聞かせてくれないか？               | Sono riyū o kika sete kurenai ka?                      | 29 avril 2022     |
| 5  | Ne change rien                                      | ありのままのきみで                           | Arinomama no kimi de                                   | 6 mai 2022        |
| 6  | Profitons de la plage                               | せっかくのビーチなんだし                     | Sekkaku no bīchina ndashi                              | 13 mai 2022       |
| 7  | C'est moi qui ai fait de Desumi Magahara un monstre | 禍原デス美はオレが生み出したモンスターなんだ | Wazawai Haradesu Bi wa ore ga umidashita monsutāna nda | 20 mai 2022       |
| 8  | Tout le monde a des secrets                         | 誰だって秘密のひとつやふたつあるさ           | Dare datte himitsu no hitotsu ya futatsu aru-sa        | 27 mai 2022       |
| 9  | Tu as changé, grande sœur                           | お姉ちゃんは変わってしまった                 | O nēchan wa kawatte shimatta                           | 3 juin 2022       |
| 10 | Sur la lune de Kokutei                              | 黒帝の月の上で                               | Kuro tei no tsuki no ue de                             | 10 juin 2022      |
| 11 | À quoi ça servirait d'être amies ?                  | 仲良くなって何か意味ある？                   | Nakayoku natte nanika imi aru?                         | 17 juin 2022      |
| 12 | Les rivaux éternels                                 | 永遠のライバル                               | Eien no raibaru                                        | 24 juin 2022      |